# Lee Yong-dae
Lee Yong-dae (Hwasun, 11 de setembro de 1988) é um jogador de badminton sul-coreano, medalhista olímpico, especialista em duplas.

## Carreira
Lee Yong-dae representou seu país nos Jogos Olímpicos de Verão de 2008 e 2012, conquistando a medalha de ouro, nas duplas mistas em Pequim 2008, com a parceira Lee Hyo-jung.
Nas duplas masculinas em Londres 2012, ganhou a medalha de bronze com a parceria de Jung Jae-sung.